# Munakari, Karleby
Munakari med Skvallet är en ö i Finland. Den ligger i Bottenviken och i kommunen Karleby i den ekonomiska regionen  Karleby i landskapet Mellersta Österbotten, i den nordvästra delen av landet. Ön ligger omkring 10 kilometer norr om Karleby och omkring 430 kilometer norr om Helsingfors.
Öns area är 17,6 hektar och dess största längd är 1 kilometer i sydöst-nordvästlig riktning. I omgivningarna runt Munakari växer i huvudsak blandskog.

## Sammansmälta delöar
- Munakari 63°56′09″N 23°06′54″Ö / 63.93571°N 23.11491°Ö
- Skvallet 63°56′19″N 23°06′47″Ö / 63.9387°N 23.11316°Ö